# TramCamp
Le TramCamp (en catalan : TramCamp) est un projet de réseau de transport en commun en site propre de type tramway qui desservira les communes de Cambrils, Salou, Vila-seca, Reus, La Canonja et Tarragone, dans le camp de Tarragone.
Imaginé dès le début des années 2000 comme un tram-train empruntant le réseau ADIF à écartement ibérique, le projet est laissé en friche à partir de 2010. Il est réellement lancé en 2020 et devient en 2022 un futur réseau de tramway utilisant ses propres voies à écartement normal.

## Histoire

### Prémices et évocations
En 2001, le gouvernement de la généralité de Catalogne — soutenu par l'ensemble des communes du secteur — lance une étude sur la réalisation d'un métro léger pour le camp de Tarragone. Les résultats de celle-ci se révèlent favorables à la réalisation d'une telle infrastructure. Inclus dans le plan de transport de voyageurs de Catalogne de 2002, il est censé entrer en service en 2008.
Le projet se trouve cependant exclu de la première mouture du plan des infrastructures de transport 2006-2026, présenté en avril 2006. Il est finalement réintégré un mois plus tard, sous un format modifié : s'inspirant du service des Chemins de fer de la généralité de Catalogne (FGC) sur les lignes Barcelone - Vallès et Llobregat - Anoia, il prévoit une circulation sur les voies du réseau ferré national, la construction de nouvelles voies spécifiques étant reportée à 2016.
En janvier puis mai 2010, aussi bien le plan territorial du camp de Tarragone que le plan local d'urbanisme du secteur central du camp de Tarragone vont venir préciser le tracé souhaité. Le département de la Politique territoriale et des Travaux publics soumet à partir de juillet 2010 à enquête publique une proposition de réseau de 42 km, 30 stations et cinq lignes, desservant Tarragone, Reus, Vila-seca, Cambrils, Salou et La Canonja, transportant 12 millions de passagers par an et d'un coût de 580 millions €. En raison des conséquences de la crise économique de 2008 sur les finances publiques de la Généralité, le projet est laissé en jachère.

### Lancement du projet
Le projet est relancé après presque dix ans d'attente. Le gouvernement catalan mandate en mars 2020 les FGC pour réaliser les études de faisabilité et d'impact environnemental d'un premier tronçon de quinze stations entre Cambrils et Tarragone via Salou et Vila-seca. Celles-ci sont rendues publiques un an plus tard, en février 2021 : l'étude de faisabilité propose un réseau à écartement ibérique utilisant la voie ferrée classique entre Vila-seca et Tarragone,.
Le début des travaux est initialement annoncé en mai 2021 pour l'année 2022, puis finalement programmé en janvier 2022 pour 2023. À cette occasion, la première phase est limitée au tronçon entre Cambrils et la gare de Vila-seca (ca) par Salou, avec un passage à l'écartement normal. Les études techniques de la seconde phase, reliant Vila-seca à Tarragone par La Canonja et Reus par la création d'une nouvelle infrastructure, doivent être achevée à l'été 2023. Ce choix d'une nouvelle voie s'explique par la crainte des autorités municipales de Tarragone d'une saturation de la voie classique par le trafic voyageurs et marchandises. Toutes ces modifications transforment le projet de tram-train en tramway avec des tronçons inter-urbains,.
L'étude d'impact environnemental de la première phase, réalisée par le département de l'Action climatique, est publiée au Journal officiel le 5 octobre 2022, et promeut l'utilisation du tracé de la voie ferrée désaffectée entre l'ancienne gare de Cambrils (ca) et la gare de Salou - Port Aventura, puis la création d'une nouvelle infrastructure, parallèle à la grande avenue Pere-Molas, jusqu'à la gare de Vila-seca. Quinze jours plus tard, le département du Territoire, via les FGC, attribue le marché public pour la rédaction de l'étude de projet du premier tronçon, qui doit être achevée dans un délai de quinze mois. Ce même tronçon est déclaré « de service public » le 25 octobre par les autorités catalanes, ce qui autorise les FGC à publier l'appel d'offres pour l'acquisition de sept rames pour un coût de 54 millions €.
Le gouvernement catalan présente, le 30 mars 2023, le tracé de l'intégralité du réseau, long de 46 kilomètres et constitué de 47 stations, dont dix permettront la correspondance avec le réseau ferroviaire ; la veille, les FGC avaient publié l'appel d'offres pour la fourniture des sept premières rames. Le 12 avril, l'enquête publique relative au tronçon reliant Tarragone à Reus via Vila-seca est ouverte pour une durée de deux mois. Les Chemins de fer de la généralité de Catalogne annoncent le 1er août que l'appel d'offres pour le matériel ferroviaire est infructueux : bien que deux propositions aient été reçues, celle de Construcciones y Auxiliar de Ferrocarriles (CAF) s'est révélée trop élevée et celle de Stadler Rail n'était pas conforme au cahier des charges.
Le gouvernement catalan et le gestionnaire du réseau ferré ADIF concluent en décembre 2023 un accord prévoyant la cession des terrains de l'ancienne voie ferrée reliant Cambrils à Salou afin d'y aménager la nouvelle plate-forme du tramway. En mars 2024, le département du Territoire proroge d'un an le contrat conclu avec le bureau d'études Ayesa Ingeniería y Arquitectura SA pour la réalisation de l'étude de projet tout en indiquant vouloir en disposer d'ici l'été.
Le 4 septembre 2024, la phase 1 du projet est exposée. Reliant Cambrils, Salou et Vila-seca, le trajet mesurera 14 km et comptera 14 stations, dont trois en correspondance avec le réseau des Rodalies de Catalunya. Très critique du projet, la municipalité de Salou s'y est finalement ralliée après avoir obtenu le financement du réaménagement urbain du secteur concerné par le passage du tramway ainsi que l'aménagement d'un tronçon d'un kilomètre sans ligne aérienne de contact. Le plan spécial d'urbanisation de l'ensemble du tracé est approuvé trois mois plus tard par les autorités régionales. Le financement de la phase 1 est formellement approuvé le 10 décembre suivant par l'exécutif de la communauté autonome.
Le président de la Généralité Salvador Illa procède le 19 janvier 2025 à Cambrils à la présentation officielle et formelle de la phase du 1 projet. Il indique à cette occasion que la mise en circulation de la ligne est envisagée en 2028 avec un début des travaux attendu à l'été 2025. Relancé le lendemain, l'appel d'offres pour la construction et l'entretien des sept premiers tramways se limite au début du mois de mai à la seule candidature de l'entreprise suisse Stadler Rail après que CAF a renoncé à présenter une offre en raison d'un coût trop élevé.

## Réseau
Le réseau du tramway du Camp de Tarragone sera à son achèvement long de 46,5 kilomètres et à écartement normal.

## Exploitation
L'exploitation du réseau est confiée à Chemins de fer de la généralité de Catalogne (FGC).

## Matériel roulant
Le garage-atelier se situera à Vila-seca.